# Leyes de Niven
Las leyes de Niven fueron nombradas en honor al autor de ciencia ficción Larry Niven, quien las ha publicado periódicamente como "cómo funciona el Universo" hasta donde él sabe. Estos fueron reescritos más recientemente el 29 de enero de 2002 (y publicados en Analog Magazine en la edición de noviembre de 2002). Entre las reglas están:
- Nunca dispare un láser a un espejo.
- Renunciar a la libertad por la seguridad empieza a parecer ingenuo.
- Es más fácil destruir que crear.
- La ética cambia con la tecnología.
- El único mensaje universal en la ciencia ficción: existen mentes que piensan tan bien como tú, pero de manera diferente.

## Otros

### Ley de Niven (sobre el viaje en el tiempo)
Una ley diferente recibe este nombre en el ensayo de Niven "La teoría y práctica del viaje en el tiempo":
Ley de NivenSi el universo del discurso permite la posibilidad de viajar en el tiempo y cambiar el pasado, entonces no se inventará ninguna máquina del tiempo en ese universo.
Hans Moravec glosa esta versión de la Ley de Niven de la siguiente manera:

Existe una posibilidad más espeluznante. Supongamos que es fácil enviar mensajes al pasado, pero que la causalidad directa también es válida (es decir, los eventos pasados determinan el futuro). En una forma de razonar al respecto, un mensaje enviado al pasado "alterará" todo el historial posterior a su recepción, incluido el evento que lo envió y, por lo tanto, el mensaje en sí. Así alterado, el mensaje cambiará el pasado de una manera diferente, y así sucesivamente, hasta que se alcance algún "equilibrio", siendo la más simple la situación en la que no se envía ningún mensaje. Por lo tanto, el viaje en el tiempo puede actuar para borrarse a sí mismo (una idea que los fanáticos de Larry Niven reconocerán como "Ley de Niven").

Ryan North examina esta ley en Dinosaur Comics #1818.
Esta proposición también es examinado extensamente en Thrice Upon a Time, de James P. Hogan.

### Ley de Niven (re: Tercera Ley de Clarke)
La Ley de Niven también es un término dado a la inversa de la tercera ley de Clarke, por lo que la Ley de Niven dice: "Cualquier magia lo suficientemente avanzada es indistinguible de la tecnología". Sin embargo, también se le atribuye ser de Terry Pratchett. Keystone Folklore lo identifica como un "eslogan corolario compuesto por fanáticos" de los fanáticos de Arthur C. Clarke. Gregory Benford en su "Variaciones sobre la tercera ley de Clarke" del 30 de enero de 2013 lo identifica como un corolario de la tercera ley de Clarke.

### Leyes de Niven(historias)
Las leyes de Niven es también el título de una colección de 1984 de cuentos de Niven.
En la colección de 1989 N-Space se incluyen seis leyes tituladas Las leyes de Niven para escritores. Son:
1. Los escritores que escriben para otros escritores deben escribir cartas.
2. Nunca se sienta avergonzado o avergonzado por cualquier cosa que elija escribir. (Piense en esto antes de enviarlo a un mercado).
3. Historias para terminar todas las historias sobre un tema determinado, no.
4. Es un pecado hacer perder el tiempo al lector.
5. Si no tiene nada que decir, dígalo como quiera. Innovaciones estilísticas, argumentos retorcidos o ninguno, pronombres exóticos o sin género, inconsistencias internas, la receta para preparar a tu amante como un banquete caníbal: siéntete libre. Si lo que tiene que decir es importante y / o difícil de seguir, use el lenguaje más simple posible. Si el lector no lo entiende, no deje que sea culpa suya.
6. Todo el mundo habla del primer borrador.

En los reconocimientos de su novela Conquistador de 2003, S.M .Stirling escribió:
Y un reconocimiento especial al autor de La ley de Niven: "Hay un término técnico y literario para aquellos que confunden las opiniones y creencias de los personajes de una novela con las del autor. El término es 'idiota'".

### Leyes de Niven(delespacio conocido)
Extraído de Espacio Conocido: los mundos futuros de Larry Niven
1. 1. Nunca le tires mierda a un hombre armado.
  2. Nunca te pares al lado de alguien que le está tirando mierda a un hombre armado.
2. Nunca dispare un láser a un espejo.
3. A la madre naturaleza no le importa si te estás divirtiendo.
4. L × S = k. El producto de Libertad y Seguridad es una constante. Para obtener más libertad de pensamiento y/o acción, debe renunciar a algo de seguridad y viceversa.
5. Los poderes psi y/o mágicos, si son reales, son casi inútiles.
6. Es más fácil destruir que crear.
7. Cualquier maldito tonto puede predecir el pasado.
8. La historia nunca se repite.
9. La ética cambia con la tecnología.
10. No hay justicia (There Ain't No Justice, abreviado a menudo como TANJ)
11. La anarquía es la estructura social menos estable. Se desmorona con un toque.
12. Hay un momento y un lugar para el tacto. Y hay momentos en que el tacto está completamente fuera de lugar.
13. Las formas de ser humano son limitadas pero infinitas.
14. Los temas más aburridos del mundo, en orden:
  1. La dieta de otra persona.
  2. Cómo ganar dinero para una buena causa.
  3. Liberación de interés especial.
15. El único mensaje universal en la ciencia ficción: existen mentes que piensan tan bien como tú, pero de manera diferente.
El corolario de Niven: el pavo alterado genéticamente con el que estás hablando no es necesariamente uno de ellos.
16. Ley de Fuzzy Pink Niven: Nunca desperdicies calorías.
17. No hay causa tan justa que no se pueda encontrar a un tonto siguiéndola.
en forma variante en Fallen Angels como "Ley de Niven: Ninguna causa es tan noble que no atraiga a fugitivos"[5]
18. Ninguna técnica funciona si no se usa.
19. No sea responsable de los consejos no tomados.
20. La vejez no es para mariquitas.